# Pseudobagrus brachyrhabdion
Pseudobagrus brachyrhabdion es una especie de peces de la familia Bagridae en el orden de los Siluriformes.

## Morfología
Los machos pueden llegar alcanzar los 20,7 cm de longitud total.

## Distribución geográfica
Se encuentra en el río Yangtsé (China ).